# Museo provinciale dello Hunan
Il museo provinciale dello Hunan (湖南省博物館T, 湖南省博物馆S, Húnán Shěng BówùguǎnP) è un museo della città di Changsha, in Cina. Fondato nel 1951 e aperto nel 1956, possiede un'area di 50.000 metri quadri. Esso ospita una collezione di 180.000 oggetti, tra cui alcuni provenienti dalle tombe del marchese di Dai Li Cang e di sua moglie Xin Zhui nel sito di Mawangdui. Una delle sue mostre permanenti è incentrata sulle dieci migliori scoperte archeologiche dello Hunan. Vi sono inoltre numerose opere di svariati calligrafi e pittori.
Il 18 giugno 2012 il museo è stato chiuso per via del restauro che ha interessato l'Accademia centrale delle Belle Arti seguito da Arata Isozaki. Il museo è stato riaperto al pubblico il 29 novembre 2017.